# Umjetničko plivanje
Umjetničko plivanje, prije poznato kao sinkronizirano plivanje, vodeni je sport koji uključuje elemente plivanja, gimnastike i plesa. Iako je na većini natjecanja pravilima dozvoljen nastup i muškarcima, sinkronizirano plivanje se uglavnom smatra ženskim sportom te ga u velikoj većini prakticiraju i u njemu se natječu samo žene. U Hrvatskoj se 2018. godine po prvi puta natjecao mješoviti (muško-ženski) duo.

## Razvoj sinkroniziranog plivanja u Hrvatskoj
Sinkronizirano plivanje je svoju prvu demonstraciju u Hrvatskoj imalo 1957. godine u Zagrebu pri susretu plivačkih reprezentacija Jugoslavije i Francuske, a drugu 1962. godine prilikom susreta gradskih reprezentacija Schweinfurtha i Zagreba.
Aktivan rad u sinkroniziranom plivanju u Hrvatskoj započeo je 18. siječnja 1988. godine kada je u Zagrebu oformljena Sekcija za sinkronizirano plivanje pri Vaterpolo klubu Mladost-Obuća. Pod vodstvom apsolventica Fakulteta za fizičku kulturu Karmen Weber i Ljiljane Špoljarić Sekcija je okupila oko 120 djevojčica uzrasta od 9 do 16 godina. Nakon svega nekoliko mjeseci rada Sekcija je održala svoj prvi revijalni nastup 9. travnja 1988. godine prije prvenstvene vaterpolo utakmice Mladost-Partizan. Zatim slijede ljetne pripreme u Novom Vinodolskom gdje je u okviru Novljanskih noći 29. srpnja izvedena i druga revija.
Dana 8. ožujka 1989. godine održana je revija uz prvi izravni televizijski prijenos prije međunarodne utakmice u vaterpolu između Jugoslavije i Italije. Osim revija prije prvenstvenih vaterpolo utakmica prva ekipa Sekcije, u sastavu Anđela Čelar, Zrinka Katarina Fidermuc, Zrinka Grubišić, Iva Šimenc i Tihana Žerlić, nastupila je 27. i 28. svibnja 1989. godine na Međunarodnom plivačkom mitingu „Zlatni medvjed“.
Nakon dvije godine zajedničkog rada Karmen Weber i Ljiljana Špoljarić razdvojile su se i osnovale svaka svoju sekciju. Djevojke koje su nastavile s treninzima pod vodstvom Karmen Weber održale su još mnoštvo revijalnih nastupa. Osim gostovanja u Banjoj Luci imale su nekoliko nastupa na Šalati u okviru TV emisije „Limačijada“, a u Modroj spilji na otoku Biševu snimile su dokumentarni film. Nakon odlaska Karmen Weber u inozemstvo u jesen 1991. godine stručni rad u sekciji preuzimaju Gordana Furjan-Mandić i Dafna Volčanšek. Jedan od primarnih zadataka i največa želja svih članica sekcije bilo je osnivanje kluba.
To je ostvareno 28. veljače 1992. godine kada je oformljen prvi klub sinkroniziranog plivanja u Hrvatskoj- HAKSP „Mladost“ (Hrvatski Akademski Klub Sinkroniziranog Plivanja „Mladost“) kao 18. klub u velikoj sportskoj obitelji HAŠK „MLADOST“. Članice kluba nastavljaju s revijalnim nastupima u Hrvatskoj i Sloveniji, na plivačkim natjecanjima i vaterpolo utakmicama.
U sklopu HAKSP „MLADOST“ u travnju je 1993. godine održan prvi seminar za suce sinkroniziranog plivanja koji formiraju Zbor sudaca sinkroniziranog plivanja Zagreba. Nakon toga je 6. lipnja iste godine održano 1. otvoreno prvenstvo Zagreba za disciplinu solo u svim natjecateljskim kategorijama. Prva mjesta po kategorijama osvojile su: D – Ana Grbac, C – Lana Marković, Junior – Nikolina Pezić, Senior – Tihana Žerlić (sve HAKSP „Mladost“).
Tijekom natjecanja pojedinac ili momčad izvode program koji se sastoji od niza ritmički povezanih plivačkih pokreta i figura u vodi, i to sve u ritmu glazbe. Nastup ocjenjuju suci na osnovu čijih ocjena se ustanovljuje poredak. To često može dovesti do ne sasvim pravednog poretka jer suci koji ocjenjuju dolaze iz klubova koji se natječu. Najčešće se na jednom natjecanju (za seniorke) izvode po dva programa, obavezni i slobodni u svakoj disciplini osim kombinacije. Discipline su solo (pojedinačni nastup), duo (nastup u paru) te nastupi u grupi: tim (4 – 8 plivačica) i kombinacija (5 – 10 plivačica).
Ovaj vrlo zahtjevni sport od natjecateljica traži snagu, odličnu plivačku tehniku, fleksibilnost te osjećaj za ritam i prostor. Kako se dio figura izvodi s glavom ispod vode, potrebna je i sposobnost dužeg zadržavanja daha.
Sinkorinizirano plivanje je standardni olimpijski sport od Olimpijskih igara u Los Angelesu 1984.

## Popis klubova u Hrvatskoj
U hrvatskoj trenutno djeluju ovi klubovi:  
- Hrvatski akademski klub sinkroniziranog plivanja Mladost, Zagreb
- Klub sinkroniziranog plivanja Medveščak, Zagreb
- Špoljarić art sinkro Klub (ŠASK), Zagreb
- Klub umjetničkog plivanja Dolfina Bomi Ship, Split
- Zagrebački sinkro klub (ZSK)
- Klub sinkroniziranog plivanja "Sisak"
- Klub sinkroniziranog plivanja Primorje Aqua Maris, Rijeka
- Aquabetta sinkro klub "VG"